# Rio del Mar (Californie)
Rio del Mar est une census-designated place du comté de Santa Cruz, dans l'État de Californie, aux États-Unis,. En 2020, elle compte une population de 9 128 habitants.